# Datames II

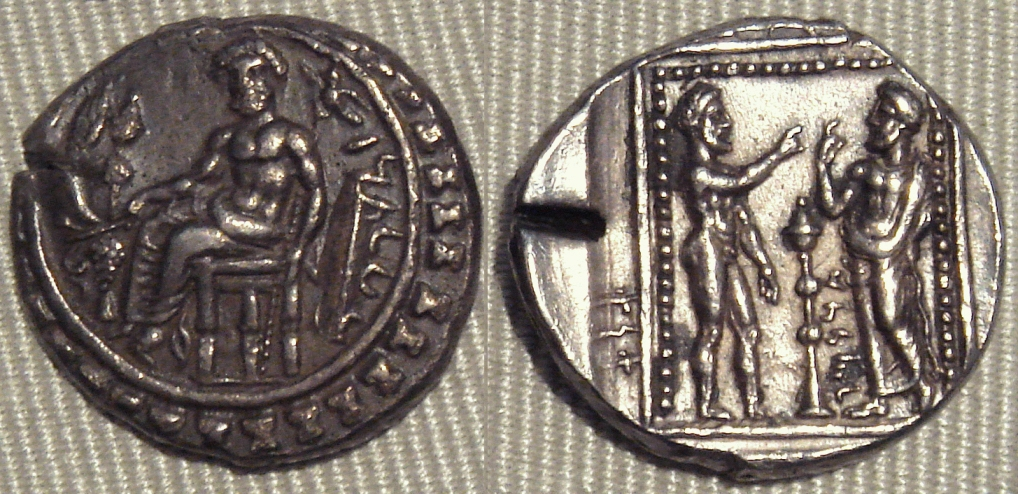
Srebrna moneta Datamesa.
Awers: bóg Baaltars na tronie, zwrócony ku lewej stronie, trzymający w prawej ręce winogrona, kłosy zboża i orła, a w lewej ręce berło, otoczony przez mury miejskie.
Rewers: nagi bóg Ana i Datames, twarzą w twarz.

Datames II (gr.: Δατάμης, Datámēs) (zm. 362 p.n.e.) – perski satrapa południowej Kapadocji w latach 384-382 p.n.e., całej Kapadocji od 382 p.n.e. do swej śmierci. Syn satrapy południowej Kapadocji Kamisaresa z Karii i Skitissy, siostry ojca Tyusa, króla Paflagonii.

## Życiorys

### Początki kariery
Datames, z pochodzenia Karyjczyk, pełnił funkcję żołnierza strzegącego pałacu Artakserksesa II Mnemona, króla perskiego. Ojciec Kamisares, dzięki odwadze w czasie wojny i wierności wobec króla, otrzymał południową Kapadocję w zarząd. W r. 384 p.n.e. Datames służąc królowi w wojnie z Kaduzyjczykami, mieszkańcami Medii, otrzymał satrapię po śmierci ojca w tej wojnie. Dwa lata później objął w posiadanie całą Kapadocję.

### Walka z kuzynemTyusem
W czasie buntu przeciwko królowi perskiemu Datames stanął po jego stronie, wykazując zdolności wojskowe. Dzięki Datamesowi nieprzyjaciel, który wdarł się do obozu królewskiego, został pobity. Król postanowił dać mu dowództwo w wojnie z buntownikiem Tyusem, królem Paflagonii. Datames przybył z matką Skitissą, siostrą ojca Tyusa, do niego bez straży, żeby nakłonić go do uległości. Tyus przygotował na niego pułapkę, która się nie udała, bowiem Datames otrzymał ostrzeżenie od poinformowanej matki. Uciekł mu oraz wypowiedział wojnę, w której wziął go do niewoli wraz z żoną i dziećmi. Przybył z jeńcem, zakutym w złote łańcuchy i naramiennice, do Artakserksesa II. Król, wynagradzając hojnie, wysłał go do wojska, zaciąganego na wojnę z Egiptem. Otrzymał władzę nad nim na równi z Farnabazosem i Titraustesem.

### Walka z Aspisem
Ok. r. 378 p.n.e. w czasie przygotowań do wojny z Egiptem, doręczono mu list królewski z rozkazem uderzenia na Aspisa, władcy Kataonii, kraju za Cylicją na pograniczu Kapadocji. Datames, będąc daleko, wyruszył na wojnę. Wsiadł na okręt z niewielką liczbą doświadczonych żołnierzy. W Cylicji maszerując dniem i nocą przeszedł Tauros. Aspis, przygotowywał wojsko, bowiem dowiedział się, że jest wypytywany. Datames, usłyszawszy o tym, ruszył na wroga, który przestraszył się i poddał. Przekazał więźnia Mitrydatesowi, celem zaprowadzenia go do króla.

### Bunt
Datames działaniem przeciwko Aspisowi zaskarbił sobie króla, ale także spowodował na siebie zawiść dworzan. Ci ostatni uknuli spisek na jego życie. Datamesa ostrzegł Pandantes, przyjaciel i skarbnik królewski. W liście napisał m.in. o tym, że się znajdzie w niebezpieczeństwie, gdy mu się nie powiedzie w wojnie z Egiptem. Po przeczytaniu listu przybył do wojska do Akki. odstąpił tam od króla, a dowództwo na wojskiem powierzył Mandroklesowi z Magnezji (ok. r. 370 p.n.e.). Wycofał się ze swoimi ludźmi do Kapadocji, gdzie zdobył sąsiednią Paflagonię.
Przyłączył się do Ariobarzanesa I, władcy Kios i innych buntowników. Przeciwko Pizydom wysłał młodego syna Arsidajosa z wojskiem. Po jego śmierci postanowił wyruszyć na nich. Teść Mitrobarzanes, dowódca jazdy, zwątpił w jego powodzenie i przeszedł na stronę wroga. Datames, obawiając się dalszych takich kroków, rozpuścił informację, że teść udaje zbiega z jego rozkazu. Wyruszył z wojskiem za jego śladem. Pizydowie myśląc, że to pułapka, zaatakowali Mitrobarzanesa i innych zbiegów. Doszło do walki między nimi. Gdy pozostała garstka Pizydów, Datames najechał i pokonał ich.
Ok. r. 368/367 p.n.e. Sizinas, najstarszy syn Datamesa, postanowił przejść na stronę króla Artakserksesa II. Król postanowił wysłać do Kapadocji Autofradatesa z dużym wojskiem. Ten dążył do szybkiego starcia. Datames, mając wielokrotnie mniejszą armię, pokonał go. Autofradates zachęcał wroga do zawarcia pokoju i przyjaźni. Datames zgodził na propozycje i wysłał posłów do króla.

### Śmierć
Król perski Artakserkses II, nienawidząc Datamesa, postanowił go podstępnie zgładzić. Datames wiele razy unikał zasadzek. Został jednak ujęty przez Mitrydatesa, syna Ariobarzanesa II, władcy Kios. Ten obiecał królowi, że go zgładzi, jeżeli da mu wolną rękę. Zawierając przymierze z Datamesem przez posłów, najeżdżał ziemie króla. Dzięki czemu wzbudził jego zaufanie. Poprosił Datamesa o spotkanie, celem omówienia dalszych działań przeciwko królowi. Na terenie przyszłego spotkania zakopał w kilku miejscach po jednym mieczu, zaznaczając je. W dniu rozmowy, po wysłaniu ludzi na badanie terenu i rewizji, doszło do spotkania. Po zakończeniu rozmowy obaj oddalili się, ale Mitrydates zawrócił i usiadł na miejscu zakopanej broni. Wezwał Datamesa, udając, że w czasie rozmowy o czymś zapomniał. Wydobył broń i schował pod szatą. Mówił do niego, że zauważył odpowiednie miejsce na obóz. Pokazując to miejsce wbił mu miecz w plecy i zabił go. Po zabójstwie Datamesa II w r. 362 p.n.e., jego następcą w Kapadocji został syn Ariaramnes I.